# Temple de guérison
 (février 2014).
Si vous disposez d'ouvrages ou d'articles de référence ou si vous connaissez des sites web de qualité traitant du thème abordé ici, merci de compléter l'article en donnant les références utiles à sa vérifiabilité et en les liant à la section « Notes et références ».
Les  temples de guérison  (également connus sous le nom de  temples des rêves  ou  temples égyptiens du sommeil ) sont considérés par certains [Qui ?] comme l’institution de l’antiquité qui fut la première à utiliser l’Hypnose il y a plus de 4000 ans, sous l'influence d’Imhotep. Imhotep était le Chancelier et le grand prêtre du dieu-soleil Râ  à  Héliopolis. Il était, dit-on [Qui ?], fils de Ptah et sa mère était une simple mortelle du nom de Khredu-ankh[réf. nécessaire].

## Description
Les temples de guérison étaient en quelque sorte des Hôpitaux, voués à la guérison de nombreuses maladies, parmi lesquelles beaucoup étaient peut-être de nature psychologique. Le traitement consistait à amener le patient dans un État modifié de conscience ou un état hypnotique et d’analyser ses rêves afin de déterminer le traitement approprié. La Méditation, le Jeûne, les Bains et les Sacrifices aux Dieux  ou aux Esprits étaient également de pratique courante. Cette méthode peut être considérée comme annonçant la Psychothérapie.
Les temples de guérison ont existé aussi au Moyen-Orient et en Grèce antique. En Grèce, ils ont été construits en l'honneur d’Asclépios, dieu grec de la Médecine et appelés Asklepieions. Le traitement grec se référait au rituel de l’incubation et mettait l'accent sur les prières de guérison invoquant Asclepios. Un rituel analogue existait chez les Hébreux qui pratiquaient un traitement connu sous le nom de Kavanah qui consistait à se concentrer sur les lettres de l 'Alphabet hébreu en épelant les Noms de Dieu[réf. souhaitée]. Sir Mortimer Wheeler a mis au jour un temple de guérison de la Rome antique à Lydney Park, dans le Gloucestershire en 1928.
Il est également rapporté dans certaines traditions mystiques africaines[évasif] l'existence de temples de guérison où officiaient des prêtres de hauts rangs initiatiques. Ils avaient pour coutume de jeter aux animaux des fonds marins un pain rituel composé de maïs, de farine de blé, de riz, de lait et de sel[réf. souhaitée]. Cette offrande avait pour but de libérer le malade de ses maux et s'avérait particulièrement efficace contre les cancers[réf. nécessaire]. On retrouve encore quelques pratiques de ces anciens secrets dans la magie caribéenne[réf. nécessaire].

## New Age
Dans la littérature du Nouvel Age, il existe au moins un autre Temple de la Guérison. En 1894, une expédition américaine, partie à la recherche de l'origine des religions, a été emmenée à partir des Indes jusqu'à ce site non-ordinaire. Cet édifice présentait la particularité effective de guérir toute personne qui se rendait à l'intérieur, avec un taux de réussite total à toute personne, immédiatement ou après quelques jours passés à l'intérieur.
Sa situation au croisement de 5 pays actuels le rend difficile d'accès aujourd'hui et s'y rendre peut s'avérer dangereux; cependant, un tel site fréquenté à l'époque par des religieux aussi divers que des Musulmans, des Yogis, Hindous... laisse entrevoir que son chemin ne peut avoir été oublié. On y accèdait à partir des villages de Potal et Asmah.
Cet endroit est décrit dans le livre "La vie des Maîtres", de Baird T Spalding, qui a pris part à cette expédition, achevée en 1896. C'est le seul membre dont le nom est cité comme faisant partie du voyage. Ont participé à cette expédition des guides divers, absolument étranges, qui ont emmené ces Américains en toute sécurité en cette fin du XIXe siècle.
Jacques Weiss, ayant lu l'original, a tenu à traduire le livre et a rencontré Spalding, qui lui en a confié la traduction et la responsabilité des messages des lecteurs francophones. Jacques Weis est parti lui-même en Inde pour vérifier au moins une partie du livre et a rencontré l'un des fameux guides décrit par Spalding, guides qui sont au moins tout aussi extraordinaires que les sites décrits.
Parmi d'autres endroits visités par l'auteur américain, l'on site également le temple de Pora tat Sanga, ou encore appelé aujourd'hui Paro Tak Song, perché sur une montagne du Bhoutan, et comprenant une salle, dans sa partie ancienne, amenant une personne à des perceptions non-ordinaires.